# 読替規定
読替規定（よみかえきてい）とは、ある規定を準用等をする場合において、その当該規定の一部を読み替えるために置かれる規定をいう。
このような準用等をされる規定中の字句を明文の規定によって読み替える方式は、日本法において顕著である。
以下では、特に記載のない限り、日本法について説明する。

## 定義
この記事において、次の各号に掲げる用語の意義は、おおむね当該各号に定めるところによる。
1. 「法令」 法律及び政令をいう。
2. 「府省令等」 おおむね次の命令[1]をいう。
  1. 内閣法(昭和22年法律第5号)第25条第3項の内閣官房令
  2. 内閣府設置法(平成11年法律第89号)第7条第3項の内閣府令
  3. 内閣府設置法第58条第4項(宮内庁法(昭和22年法律第70号)第18条第１項において準用する場合を含む。)の命令
  4. デジタル庁設置法(令和3年法律第36号)第7条第3項のデジタル庁令
  5. 復興庁設置法(平成23年法律第125号)第7条第3項の復興庁令
  6. 国家行政組織法(昭和23年法律第120号)第12条第1項の省令
  7. 国家行政組織法第13条第1項の命令
  8. 中央省庁等改革基本法(平成10年法律第103号)第53条第2項の中央省庁等改革推進本部令
3. 「例規」 地方公共団体の条例及び規則をいう。
4. 「準用等」 準用、適用及び他の規定の例によるものとすること並びになお従前の例によるものとすること及びなおその効力を有するものとすることをいう。
5. 「準用等法令（規定）」 他の法令（規定）を準用等をすべき旨を定める法令（規定）をいう。
6. 「被準用等法令（規定）」 準用等法令（規定）により準用等をされる法令（規定）をいう。
7. 「法令審査例規」　内閣法制局の法令審査例規をいう。
なお、この記事で引用する法令審査例規の中には、現在では、当たり前のものとして、『法令審査事務提要（改定）』に掲載されていないものもある。
また、法令立案に関する協議・第一次会議～第四次会議（昭和30年10月～12月）の決定事項など、厳密には「例規」としての決裁を経ていないものについても、『法令審査事務提要（改定）』での取扱いに準じ、この記事では、「法令審査例規」として扱う。
8. 「法令起案例規」　旧法務庁の法令起案例規をいう。もっとも、現在は効力を有しないものと解される。
9. 「法令整備会議」　内閣法制局の法令整備のための会議をいう。
なお、同会議での結論については、これと異なる例規が定められている場合がある等必ずしも実務と一致しているとは限らない点に留意する必要がある。

## 読替えの諸原則
読替えに関する原則としては、おおむね次のようなものがある。

### 最後に一回だけ読み替える旨の記載をする。
読み替える旨の記載については、準用の場合には「と読み替えるものとする」とし、適用の場合には単に「とする」とする。
他の規定の例によるものとする場合には、法令ではいずれの例もあるが、内閣法制局の法令整備会議では、おおむね「と読み替えるものとする」が良いという意見が多かったとされる。
また、なお従前の例によるものとし、又はなおその効力を有するものとする場合には、法令ではいずれの例もあるが、前者については、内閣法制局の法令整備会議では、おおむね「とする」が良いという意見が多かったとされる。
- ［例１（準用）］～準用する。この場合において、同条第二項中「甲」とあるのは、「乙」と読み替えるものとする。
- ［例２（適用）］～の適用については、第一条第二項中「甲」とあるのは「乙」と、同条第三項中「丙」とあるのは「丁」とする。
- ［参考］（改め文の場合）第一条第二項中「甲」を「乙」に改め、同条第三項中「丙」を「丁」に改める。

### 同一の字句に係る読替えは、対象規定の前後にかかわらず、最初の出現位置でまとめて行う。
例のように、第四項の読替えの後に第三項の読替えが続くこととなっても構わない。
- ［例］～準用する。この場合において、同条第二項及び第四項中「甲」とあるのは「乙」と、同条第三項中「丙」とあるのは「丁」（と読み替えるもの）とする。
- ［参考］（改め文の場合）第一条第二項中「甲」を「乙」に改め、同条第三項中「丙」を「丁」に改め、同条第四項中「甲」を「乙」に改める。

### 字句を削り、又は加える必要があるときは、前後の字句とともに読み替える方式による。
これは、読替えの場合には、字句の削り・加えに該当する概念がないためである。
- ［例１］「Ａ、Ｂ」とあるのは、「Ａ」（と読み替えるもの）とする。
- ［例２］「Ａ」とあるのは、「Ａ及びＢ」（と読み替えるもの）とする。

### 規定の全部を読み替えて、又はこれを加え、若しくは削って引用することはしない。
1. 準用等の対象範囲内に全改する必要のある規定があるときは、当該規定は準用等の範囲から外し、準用等規定及び読替規定とは別に、新たに書き下ろす。
  - ［例外１］号又はその細分の場合には、当該規定の全部を読み替える例がある。
  - ［例外２］府省令等では、表による読替えにおいて、条全体を絵として捉えて読み替えた例がある。
2. 準用等の対象範囲内に加える必要のある規定があるときは、準用等規定及び読替規定とは別に、新たに書き下ろす。
  - ［例外１］号又はその細分の場合には、当該加えられるべき規定の直前又は直後の規定とともに絵として捉えて読み替えた例がある。
  - ［例外２］表による読替えの場合には、号又はその細分以外についても、例外１と同様に処理した例がある。
3. 準用等の対象範囲内に削る必要のある規定があるときは、当該規定は準用等の範囲から外す。
  - ［例１］第〇条（第〇項を除く。）の規定を準用する（適用する）。
  - ［例２］第〇条第〇項（第〇号に係る部分に限る。）の規定を適用する。
    - ［例外１］号又はその細分の場合には、当該規定の全部を読み替える例がある。
    - ［例外２］府省令等では、表による読替えにおいて、条全体を絵として捉えて読み替えた例がある。
    - ［補足］各号又は号の細分がある規定を準用する場合において、当該各号又は号の細分の一部又は全部を引用しないこととするときには、次のような表現が用いられる。
      - ［例１］第〇条第〇項第〇号の規定は、・・・の場合に準用する。
      - ［例２］第〇条第〇項（第〇号を除く／に限る。）の規定は、・・・の場合に準用する。
      - ［例３］第〇条第〇項の規定は、・・・の場合に準用する。この場合において、「次の各号」とあるのは、「第二号から第四号まで」と読み替えるものとする。

## 読替えの種類

### 当然読替え
法令中の規定の一字一句を悉く改正していく改め文と異なり、読替規定は、あくまでもその規定の当てはめにあたって必要な規定内容の加工を行うに過ぎない。したがって、読み替えられる字句の全てを読替規定中に書き切る訳ではない。
このようにしてある規定を準用等をするに当たり、準用等の趣旨上読替規定に書くまでもなく当然に行われる読替えを「当然読替え」という。
例えば、「Ａは、Ｘできる。」という規定を単にＢについて準用する場合には、「Ａ」の「Ｂ」への読替えは敢えて明示するまでもないから、読替規定を置かないことが普通であろう。
もっとも、このような当然に行われるべき読替えであっても、解釈上の誤解が心配される場合などに、念には念を入れて明示的な読替規定を置く場合もあり、これを「入念的読替え」という。

### 技術的読替え
一方で、被準用等規定の字句の中には、その準用の趣旨だけからは、どのように読み替えて当てはめることとすればよいかが判然としないものがあり得る。
このような場合に、当該規定がどのように準用等をされ、又は適用されるかを明確にするため、読替規定を置いて行われる読替えを「技術的読替え」という。このような性質から、技術的読替えは、内容的には些細なものではありながら、量的に膨大になることが少なくないというので、下位法令に委任されることも多い。

### 政策的読替え
このような必要的な読替えに対して、何らかの政策的な配慮によって、任意的に行われる読替えを「政策的読替え」といい、変更適用で見られることが多い。
このような例としては、会社法第130条第２項が挙げられる(参議院法制局 2020)。

## 読替規定の例
字句の特定については、改め文方式#字句の特定を参照のこと。

### 原則
もっとも普通の例は、次のようなものである。なお、表による読替えの場合には、適用読替えであっても「読み替えるものとする」とする例が多い。
| 原子力損害の補完的な補償に関する条約の実施に伴う原子力損害賠償資金の補助等に関する法律（平成二十六年法律第百三十三号） （準用） 第十二条第六条から第九条までの規定は、第十条第一項に規定する原子力事業者から徴収する特別負担金について準用する。この場合において、第六条第一項中「前条」とあるのは「第十一条」と、第八条及び第九条中「この節」とあるのは「次節」と読み替えるものとする。 |

| 読み替えられる個人情報保護法の規定 | 読み替えられる字句                 | 読み替える字句 |
| 第六十九条第一項                   | 法令に基づく場合を除き、利用目的   | 利用目的 |
| 第六十九条第一項                   | 自ら利用し、又は提供してはならない | 自ら利用してはならない |
| 第八十九条第三項                   | 配慮しなければならない             | 配慮しなければならない。この場合において、行政機関の長及び地方公共団体の機関は、経済的困難その他特別の理由があると認めるときは、政令及び条例で定めるところにより、当該手数料を減額し、又は免除することができる |
| ［略］                             |                                    | |
| 第九十七条                         | 当該保有個人情報の提供先           | 内閣総理大臣及び行政手続における特定の個人を識別するための番号の利用等に関する法律第十九条第八号に規定する情報照会者若しくは情報提供者又は同条第九号に規定する条例事務関係情報照会者若しくは条例事務関係情報提供者（当該訂正に係る同法第二十三条第一項及び第二項（これらの規定を同法第二十六条において準用する場合を含む。）に規定する記録に記録された者であって、当該行政機関の長等以外のものに限る。） |

| 読み替えられる個人情報保護法の規定 | 読み替えられる字句                 | 読み替える字句 |
| 第六十九条第一項                   | 法令に基づく場合を除き、利用目的   | 利用目的 |
| 第六十九条第一項                   | 自ら利用し、又は提供してはならない | 自ら利用してはならない |
| ［略］                             |                                    | |
| 第九十七条                         | 当該保有個人情報の提供先           | 内閣総理大臣及び行政手続における特定の個人を識別するための番号の利用等に関する法律第十九条第八号に規定する情報照会者若しくは情報提供者又は同条第九号に規定する条例事務関係情報照会者若しくは条例事務関係情報提供者（当該訂正に係る同法第二十三条第一項及び第二項に規定する記録に記録された者であって、当該開示請求を受けた者以外のものに限る。） |

| 調停による国際的な和解合意に関する国際連合条約の実施に関する法律（令和五年法律第十六号） （民事訴訟法の準用） 第十二条特別の定めがある場合を除き、執行決定の手続に関しては、その性質に反しない限り、民事訴訟法（平成八年法律第百九号）第一編から第四編までの規定（同法第七十一条第二項、第九十一条の二、第九十二条第九項及び第十項、第九十二条の二第二項、第九十四条、第百条第二項、第一編第五章第四節第三款、第百十一条、第一編第七章、第百三十三条の二第五項及び第六項、第百三十三条の三第二項、第百五十一条第三項、第百六十条第二項、第百八十五条第三項、第二百五条第二項、第二百十五条第二項、第二百二十七条第二項並びに第二百三十二条の二の規定を除く。）を準用する。この場合において、別表の上欄に掲げる同法の規定中同表の中欄に掲げる字句は、それぞれ同表の下欄に掲げる字句に読み替えるものとする。 別表（第十二条関係） \| 第百十二条第一項本文 \| 前条の規定による措置を開始した \| 裁判所書記官が送達すべき書類を保管し、いつでも送達を受けるべき者に交付すべき旨の裁判所の掲示場への掲示を始めた \| \| ［略］ \| \| \| \| 第二百六十一条第四項 \| 電子調書 \| 調書 \| \| 第二百六十一条第四項 \| 記録しなければ \| 記載しなければ \| |                                | |
| 第百十二条第一項本文 | 前条の規定による措置を開始した | 裁判所書記官が送達すべき書類を保管し、いつでも送達を受けるべき者に交付すべき旨の裁判所の掲示場への掲示を始めた |
| ［略］ |                                | |
| 第二百六十一条第四項 | 電子調書                       | 調書 |
| 第二百六十一条第四項 | 記録しなければ                 | 記載しなければ                                                                                                 |

### 異なる数個の字句を同時に同一の字句に読み替える場合
この場合には、次の例のように表現する。
| 獣医療法（平成四年法律第四十六号） （往診診療者等への適用等） 第七条［略］ ２第五条の規定は、農林水産省令で定める診療用機器その他の物品（以下「診療用機器等」という。）を所有し、又は借り受けてこれを使用する往診診療者等について準用する。この場合において、同条中「診療施設」とあり、及び「構造設備、医薬品その他の物品の管理及び飼育動物の収容」とあるのは、「診療用機器等」と読み替えるものとする。 |

### 読替えを政令に委任する場合
技術的読替えについては、その量が膨大になることから政令に委任する場合が多い。このような事例としては、次のようなものがある。
なお、読み替える字句が一つであって、技術的読替えを政令に委任する場合には、「あるのは」の下に読点を打つものと打たないものがある
。
| 特定特殊自動車排出ガスの規制等に関する法律（平成十七年法律第五十一号） （準用） 第二十七条第十九条第二項、第三項、第五項及び第六項並びに第二十条の規定は前条第一項の登録について、第二十一条から第二十五条までの規定は登録特定特殊自動車検査機関について準用する。この場合において、これらの規定中「特定原動機検査事務」とあるのは「特定特殊自動車検査事務」と、第十九条第五項中「登録特定原動機検査機関登録簿」とあるのは「登録特定特殊自動車検査機関登録簿」と、第二十一条第六項中「特定原動機製作等事業者」とあるのは「特定特殊自動車製作等事業者」と読み替えるものとするほか、必要な技術的読替えは、政令で定める。 特定特殊自動車排出ガスの規制等に関する法律施行令（平成十八年政令第六十二号） （登録特定特殊自動車検査機関に関する読替え） 第六条法第二十七条の規定により法第十九条第二項、第三項、第五項及び第六項並びに第二十条から第二十五条までの規定を準用する場合には、次の表の上欄に掲げる法の規定中同表の中欄に掲げる字句は、それぞれ同表の下欄に掲げる字句に読み替えるものとする。 \| 第十九条第二項 \| 前項の登録 \| 第二十六条第一項の登録 \| \| ［略］ \| \| \| \| 第二十五条第四号 \| 第二十一条第九項 \| 第二十七条において準用する第二十一条第九項 \| |                  |                                            |
| 第十九条第二項 | 前項の登録       | 第二十六条第一項の登録                     |
| ［略］ |                  |                                            |
| 第二十五条第四号 | 第二十一条第九項 | 第二十七条において準用する第二十一条第九項 |

| 特定複合観光施設区域整備法（平成三十年法律第八十号） （債権を譲り受けた者への規制） 第九十条第七十七条、第八十五条第三項、第四項、第六項及び第七項並びに第八十八条の規定は特定資金貸付契約に基づく債権の譲渡があった場合における当該債権を譲り受けた者が当該債権の取立てをするときについて、前条の規定は当該債権を譲り受けた者が当該債権を他の者に譲渡するときについて、それぞれ準用する。この場合において、必要な技術的読替えは、政令で定める。 特定複合観光施設区域整備法施行令（平成三十一年政令第七十二号） （特定資金受入保証金及び特定資金受入要供託額に関する技術的読替え） 第十二条法第八十四条第三項の規定による技術的読替えは、次の表のとおりとする。 \| 読み替える法の規定 \| 読み替えられる字句 \| 読み替える字句 \| \| 第八十条第二項 \| 前項 \| 第八十四条第二項 \| \| ［略］ \| \| \| \| 第八十三条 \| 前三条 \| 次条第二項並びに同条第三項において準用する第八十条第二項及び前二条 \| \| 第八十三条 \| 第八十条第一項 \| 次条第二項 \| |                    |                                                                    |
| 読み替える法の規定 | 読み替えられる字句 | 読み替える字句                                                     |
| 第八十条第二項 | 前項               | 第八十四条第二項                                                   |
| ［略］ |                    |                                                                    |
| 第八十三条 | 前三条             | 次条第二項並びに同条第三項において準用する第八十条第二項及び前二条 |
| 第八十三条 | 第八十条第一項     | 次条第二項                                                         |

### 各号の増減
読替規定において各号を増減することがある。このような事例としては、次のようなものがある。
| 特別会計に関する法律（平成十九年法律第二十三号） （歳入歳出決算の作成及び提出） 第十条［略］ ２［略］ ３各特別会計の歳入歳出決算についての財政法第三十八条第二項の規定の適用については、同項中「二 前年度繰越額」とあるのは、「 二 の前 二年 度 特繰 別越 会額 計 に 関 す る 法 律 （ 平 成 十 九 年 法 律 第 二 十 三 号 ） 第 七 条 第 一 項 の 規 定 に よ る 経 費 の 増 額 の 金 額 」とする。 |

## 用字用語

### 用字
改め文方式#用字参照

### 用語

#### 略称・定義

##### 準用等規定において定められた略称・定義
- 被準用等規定に及んでいない略称・定義を使用するには、読替えにより被準用等規定に略称・定義規定を設ける必要がある。これは、準用等については、あくまで準用等先に出張して読むものと観念する傾向が強いためであろう[例規 4]。
- このことは、同一法令内において準用等を行う場合で、被準用等規定よりも後の規定で定められた略称・定義を、読替え後の被準用等規定において使用するときについても同様である[事例 3]。

##### 被準用等規定において定められた略称・定義
- 他の法令の規定を準用等する場合において、被準用等規定で使用する略称・定義のうちに、当該準用等の対象範囲に略称・定義規定が含まれていないものがあるときは、当該被準用等規定における適用関係を明確にするため、読替え後の被準用等規定中に略称・定義規定を置き直すことが行われる。もっとも、準用等先に出張して読むという考え方からは、必ずしも必須とまでは言えないとも考えられる。

#### 被準用等規定における規定の引用

##### 相対的に引用する用語
- 「前条」、「次項」、「前各号」といった前後関係に依存した用語については、被準用等規定の位置を基準に用いる[会議 4]。
- 「この法律」、「この条」といった用語については、準用等法令（規定）を基準に用いる例[事例 4]と、被準用等法令（規定）を基準に用いる例[事例 5]とがあり、この点、[会議 5]では、読替適用については被準用等法令（規定）を基準に用いるべきものとする整理でおおむね異論はなかった一方で、準用読替えの場合については意見が分かれている。

##### 準用等法令の法令番号
おおむね次のとおりと考えられるが、実際の用例には、ばらつきが見られる。
- 読替規定中に準用元の法令を引用する場合には、原則としてその法令番号を引用する必要がない[例規 4]。
- 読替規定中に読替適用元の法令を引用する場合には、最初に当該法令を引用するときにだけその法令番号を引用すればよい。
  - 当該読替規定が（同一法令中の）数個の規定を読み替えて適用するものであるときは、当該数個の規定中において、最初に当該法令を引用するときにだけ法令番号を引用すればよい。
  - 数個の規定において（同一法令中の）一又は数個の規定を読み替えて適用する場合には、当該読替適用元の規定ごとに、最初に当該法令を引用するときに法令番号を入れる。
  - もっとも、読替適用元の規定が一部改正法令であるときには、引用するごとに入れるものとされる[会議 7]。

## 被準用等規定の引用
被準用等規定の引用した事例を例示すると次のとおりである。
| 区分                   | 例 | 備考 |
| ---------------------- | --- | --- |
| 準用                   | 第二百五十八条第一項において準用する行政不服審査法第九条 | では、①読替え部分において初めて政令委任がされているなど、読替えに意味がある場合や、②読替え部分に初めて新しい語句が出現し、これを引用するような場合については、「読み替えて準用･･････」とするのが望ましいとの意見が大勢を占めたとされる。 |
| 準用                   | 前項において読み替えて準用する行政不服審査法・・・第三十八条第一項 | では、①読替え部分において初めて政令委任がされているなど、読替えに意味がある場合や、②読替え部分に初めて新しい語句が出現し、これを引用するような場合については、「読み替えて準用･･････」とするのが望ましいとの意見が大勢を占めたとされる。 |
| 準用                   | 第九条第二項（第十二条第六項において準用する場合を含む。） | では、①読替え部分において初めて政令委任がされているなど、読替えに意味がある場合や、②読替え部分に初めて新しい語句が出現し、これを引用するような場合については、「読み替えて準用･･････」とするのが望ましいとの意見が大勢を占めたとされる。 |
| 準用                   | 法第五十条（法第五十七条第一項の規定により読み替えて適用する場合及び法第百十八条第一項において準用する場合を含む。） | |
| 適用                   | 第三項の規定により読み替えて適用する高圧ガス保安法第三十九条の二 | |
| 適用                   | 第五十三条第五項（第二十二条第一項の規定により読み替えて適用する場合を含む。） | |
| 適用                   | 厚生年金保険法・・・第四十四条の三（厚生年金保険法施行令第三条の十三の二第一項の規定により読み替えられた同法第七十八条の二十八第一項の規定及び第七十八条第一項の規定により読み替えて適用する場合並びに前条第一項の規定によりみなして適用する場合及び同条第二項において読み替えて適用する場合を含む・・・。） | |
| 適用                   | 前項の規定によりみなして適用される小型無人機等飛行禁止法第九条第一項又は第三項本文 | 一定の擬制を伴って適用する場合 |
| 適用                   | 高圧ガス保安法第十六条第一項（同条第三項の規定によりみなして適用する場合を含む。） | 一定の擬制を伴って適用する場合 |
| 他の規定の例による場合 | 法第七十一条第一項の規定によりその例によるものとされる厚生年金保険法第八十九条の規定によりその例によるものとされる国税徴収法（昭和三十四年法律第百四十七号）第百四十一条 | |
| 他の規定の例による場合 | 第十四条第四項（第十五条第三項において準用する場合を含む。）においてその例によるものとされた生活保護法別表第三の下欄 | |
| 他の規定の例による場合 | 前条第一項の規定により読み替えてその例によるものとされた新法第三十五条の四第四項 | |
| なお従前の例           | 国民年金法等の一部を改正する法律（昭和六十年法律第三十四号）附則第三十二条第一項の規定によりなお従前の例によるものとされる同法第六条の規定による改正前の厚生年金保険法等の一部を改正する法律（昭和四十八年法律第九十二号）附則第十二条第二項                                                                 | |
| なお従前の例           | 雇用保険法等の一部を改正する法律（平成十九年法律第三十号。以下「平成十九年法律第三十号」という。）附則第三十九条の規定によりなお従前の例によるものとされた平成十九年法律第三十号第四条の規定による改正前の船員保険法                                                                                         | |
| なお従前の例           | 子ども・子育て支援法等の一部を改正する法律（令和六年法律第四十七号）附則第十三条第一項の規定によりなお従前の例によることとされる同法第十二条の規定による改正前の児童手当法附則第二条第一項 | |
| なお従前の例           | 附則第十三条第一項の規定によりなお従前の例によることとされた附則第十二条の規定による改正前の出入国管理及び難民認定法・・・別表第一の二の表 | |
| なお従前の例           | 所得税法等の一部を改正する法律（令和二年法律第八号）附則第九十一条第一項の規定によりなお従前の例によることとされる場合における同法第十五条の規定による改正前の租税特別措置法第六十六条の十三 | |
| なおその効力           | 産業競争力強化法等の一部を改正する法律（平成三十年法律第二十六号）・・・附則第八条の規定によりなおその効力を有するものとされる同法第一条の規定による改正前の産業競争力強化法第四十一条第四項第三号イ | |
| なおその効力           | 平成二十四年一元化法附則第六十一条第一項の規定によりなおその効力を有するものとされた・・・平成二十四年一元化法第三条の規定による改正前の地方公務員等共済組合法（昭和三十七年法律第百五十二号）・・・ | |

## 読替規定の改善の試み
平成15年に自民党が行った電子政府及びCIO連絡会議に関する申入れでは、「新旧対照表での改正」と並び、「準用規定、読み替え規定の原則廃止等」について言及されている。
なお、理屈の上では、改め文方式に対する新旧対照表方式と同様に「読替表方式」とでもいうべき方式を行うことも考えられるが、読替規定の場合には、何をどこまで読み替えるか、当然読替えはどうするのか等の問題があることから、実現は困難であると考えられる。そもそも、読替表方式として、読替え後の全文を示すくらいであれば、最初から全文を書き下ろしてしまった方が早いともいえよう。

## 関連文献

### 書籍
1. 内閣法制局関係
  - 内閣法制局長官総務室『法令審査資料集（昭和50年～平成元年）』1989年。
  - 内閣法制局長官総務室『法令整備会議関係資料集（一）』2008年。
    - 内閣法制局長官総務室『法令整備会議関係資料集（二）』2008年。
    - 内閣法制局長官総務室『法令整備会議関係資料集（三）』2008年。
    - 内閣法制局長官総務室『法令整備会議関係資料集（四）』2008年。

  - 佐藤達夫 編『法制執務提要』（第二次改訂新版）学陽書房、1968年。 NCID BN02890990。
    - 佐藤達夫 編『法制執務提要』（改訂新版）学陽書房、1957年。 NCID BN03496440。
    - 佐藤達夫 編『法制執務提要』学陽書房、1950年。 NCID BN05658634。

  - 内閣法制局『法令審査事務提要』（改定）、2011年。
    - 内閣法制局『法令審査事務提要（Ⅰ）』（平成３年版）、1991年。
    - 内閣法制局『法令審査事務提要（Ⅰ）』（昭和51年版）、1976年。
    - 内閣法制局『法令審査等に関する例規』（昭和45年増刷）、1967年。
    - 内閣法制局『法令審査等に関する例規』1963年。

  - 法制執務研究会編『ワークブック法制執務』（新訂第２版）ぎょうせい、2018年。ISBN 9784324103883。
    - 法制執務研究会編『ワークブック法制執務』（新訂）ぎょうせい、2007年。ISBN 9784324083208。
    - 前田正道編『ワークブック法制執務』（全訂）ぎょうせい、1983年。ISBN 9784324062418。
    - 前田正道編『ワークブック法制執務』（改訂）ぎょうせい、1979年。 NCID BN04299591。
    - 前田正道編『ワークブック法制執務』ぎょうせい、1975年。 NCID BN06897947。

  - 山本庸幸『実務立法技術』商事法務、2006年。ISBN 9784785713058。
2. 議院法制局関係
  - 大島稔彦監修『第４次改訂版　法制執務の基礎知識』第一法規、2023年。ISBN 9784474092723。
    - 大島稔彦監修『第３次改訂版　法制執務の基礎知識』第一法規、2011年。ISBN 9784474027459。
    - 大島稔彦監修『第２版　法制執務の基礎知識』第一法規、2008年。ISBN 9784474019263。
    - 大島稔彦監修『法制執務の基礎知識』第一法規、2005年。ISBN 9784474019263。

  - 大島稔彦編著『法令起案マニュアル』ぎょうせい、2004年。ISBN 9784324073049。
  - 大島稔彦『法制執務ハンドブック』第一法規、1998年。ISBN 9784474005068。
  - 大島稔彦『立法学―理論と実務―』第一法規、2013年。ISBN 9784474028920。
  - 浅野一郎編『改訂 法制執務事典』ぎょうせい、1988年。 NCID BN00654614。
    - 浅野一郎編『法制執務事典』ぎょうせい、1978年。 NCID BN01905414。

  - 法制執務・法令用語研究会『条文の読み方〔第２版〕』有斐閣、2021年。ISBN 9784641126268。
    - 法制執務用語研究会『条文の読み方』有斐閣、2012年。ISBN 9784641125544。

  - 大森政輔・鎌田薫編『立法学講義』（補遺）商事法務、2011年。ISBN 9784785718633。
3. 自治体関係
  - 石毛正純『法制執務詳解』（新版Ⅲ）ぎょうせい、2020年。ISBN 9784324107607。
    - 石毛正純『法制執務詳解』（新版Ⅱ）ぎょうせい、2012年。ISBN 9784324094563。
    - 石毛正純『法制執務詳解』（新版）ぎょうせい、2008年。ISBN 9784324084342。
    - 石毛正純『自治立法実務のための法制執務詳解』（四訂版）ぎょうせい、2004年。ISBN 9784324074305。
    - 石毛正純『自治立法実務のための法制執務詳解』（三訂版）ぎょうせい、2000年。ISBN 9784324042465。
    - 石毛正純『自治立法実務のための法制執務詳解』（改訂版）ぎょうせい、1994年。 NCID BN01133140。
    - 石毛正純『自治立法実務のための法制執務詳解』（補正版）ぎょうせい、1983年。 NCID BN02239839。

  - 自治体法制執務研究会 編著『Ｑ＆Ａ実務解説　法制執務』ぎょうせい、2017年。全国書誌番号:22994030。
4. その他
  - 礒崎陽輔『分かりやすい法律・条例の書き方［改訂版（増補２）］』ぎょうせい、2020年。ISBN 9784324091951。

### 論文・記事等
- 参議院法制局
  - 参議院法制局『変更適用』2020年。オリジナルの2023年6月2日時点におけるアーカイブ。2023年12月30日閲覧。
- tihoujiti
  - tihoujiti「「準用する」「適用する」「例による」の使い分け」『初心忘るべからず』2008年。オリジナルの2012年5月18日時点におけるアーカイブ。2023年12月30日閲覧。

## 事例
1. ↑  
| 金融商品取引法等の一部を改正する法律（令和五年法律第七十九号）附 則第六条［略］２［略］３前二項の規定により新金融商品取引業を行うことができる場合においては、その者を金融商品取引業者とみなして、新金融商品取引法第三章第一節第五款、第二節（第三十六条の二を除く。 ） 、第三節（第四十六条、 第四十六条の五、 第四十六条の六、 第四十九条の四及び第四十九条の五を除く。 ） 、第四節（第五十三条を除く。 ） 及び第八節の規定並びにこれらの規定に係る新金融商品取引法第八章及び第八章の二の規定（これらの規定に基づく命令の規定を含む。 ） を適用する。 この場合において、金融商品取引法第五十二条第一項中「第二十九条の登録を取り消し」とあるのは、 「新金融商品取引業（金融商品取引法等の一部を改正する法律（令和五年法律第七十九号）附則第六条第一項に規定する新金融商品取引業をいう。 ） の全部の廃止を命じ」とするほか、必要な技術的読替えは、政令で定める。 |
2. ↑  
| 労働者協同組合法（令和二年法律第七十八号）（定款）第二十九条［略］［２～５略］６会社法第九百四十条第三項、第九百四十一条、第九百四十六条、第九百四十七条、第九百五十一条第二項、第九百五十三条及び第九百五十五条の規定は、組合が電子公告によりこの法律その他の法令の規定による公告をする場合について準用する。この場合において、同法第九百四十条第三項中「前二項の規定にかかわらず、これら」とあるのは「労働者協同組合法第二十九条第五項の規定にかかわらず、同項」と読み替えるものとするほか、必要な技術的読替えは、政令で定める。 |
3. ↑  
| 建物の区分所有等に関する法律（昭和三十七年法律第六十九号） （先取特権） 第七条区分所有者は、共用部分、建物の敷地若しくは共用部分以外の建物の附属施設につき他の区分所有者に対して有する債権又は規約若しくは集会の決議に基づき他の区分所有者に対して有する債権について、債務者の区分所有権（共用部分に関する権利及び敷地利用権を含む。）及び建物に備え付けた動産の上に先取特権を有する。管理者又は管理組合法人がその職務又は業務を行うにつき区分所有者に対して有する債権についても、同様とする。 ［２・３略］ （団地建物所有者の団体） 第六十五条一団地内に数棟の建物があつて、その団地内の土地又は附属施設（これらに関する権利を含む。）がそれらの建物の所有者（専有部分のある建物にあつては、区分所有者）の共有に属する場合には、それらの所有者（以下「団地建物所有者」という。）は、全員で、その団地内の土地、附属施設及び専有部分のある建物の管理を行うための団体を構成し、この法律の定めるところにより、集会を開き、規約を定め、及び管理者を置くことができる。 （建物の区分所有に関する規定の準用） 第六十六条第七条、第八条、第十七条から第十九条まで、第二十五条、第二十六条、第二十八条、第二十九条、第三十条第一項及び第三項から第五項まで、第三十一条第一項並びに第三十三条から第五十六条の七までの規定は、前条の場合について準用する。この場合において、これらの規定（第五十五条第一項第一号を除く。）中「区分所有者」とあるのは「第六十五条に規定する団地建物所有者」と・・・［中略］・・・読み替えるものとする。 |
4. ↑  下記の事例において、信用金庫法第89条第７項において準用する銀行法第52条の60の６第１項第７号中「この法律」は、信用金庫法を指すものとして処理されている。
| 信用金庫法施行令（昭和四十三年政令第百四十二号）（銀行法を準用する場合の読替え）第十三条［略］［２～４略］５法第八十九条第七項において銀行法の規定を準用する場合における同法の規定の技術的読替えは、次の表のとおりとする。\| ［略］ \| \| \| \| 第五十二条の六十の六第一項第七号 \| 信用金庫法、長期信用銀行法、労働金庫法 \| 長期信用銀行法、労働金庫法、銀行法（昭和五十六年法律第五十九号） \| \| 第五十二条の六十の六第一項第九号ヘ \| 信用金庫法、長期信用銀行法、労働金庫法 \| 長期信用銀行法、労働金庫法、銀行法 \| \| ［略］ \| \| \| |                                        |                                                                  |
| ［略］ |                                        |                                                                  |
| 第五十二条の六十の六第一項第七号 | 信用金庫法、長期信用銀行法、労働金庫法 | 長期信用銀行法、労働金庫法、銀行法（昭和五十六年法律第五十九号） |
| 第五十二条の六十の六第一項第九号ヘ | 信用金庫法、長期信用銀行法、労働金庫法 | 長期信用銀行法、労働金庫法、銀行法                               |
| ［略］ |                                        |                                                                  |
| 銀行法（昭和五十六年法律第五十九号）（登録の拒否）第五十二条の六十の六内閣総理大臣は、登録申請者が次の各号のいずれかに該当するとき、又は第五十二条の六十の四第一項の登録申請書若しくはその添付書類のうちに重要な事項について虚偽の記載があり、若しくは重要な事実の記載が欠けているときは、その登録を拒否しなければならない。［一～六略］七この法律、農業協同組合法、水産業協同組合法、協同組合による金融事業に関する法律、信用金庫法、長期信用銀行法、労働金庫法、農林中央金庫法その他政令で定める法律又はこれらに相当する外国の法令の規定に違反し、罰金の刑（これに相当する外国の法令による刑を含む。）に処せられ、その刑の執行を終わり、又はその刑の執行を受けることがなくなつた日から五年を経過しない法人［八・九略］２［略］ |
5. ↑  下記の事例において、医療法第54条の７において準用する会社法第875条中「この法律」とは、会社法を指すものとして処理されている。
| 医療法施行令（昭和二十三政令三百二十六号）（社会医療法人債等に関する技術的読替え）第五条の六法第五十四条の七において社会医療法人が社会医療法人債を発行する場合における社会医療法人債、募集社会医療法人債、社会医療法人債券、社会医療法人債権者、社会医療法人債管理者、社会医療法人債管理補助者、社会医療法人債権者集会又は社会医療法人債原簿について会社法（平成十七年法律第八十六号）の規定を準用する場合における技術的読替えは、次の表のとおりとする。\| 読み替える会社法の規定 \| 読み替えられる字句 \| 読み替える字句 \| \| ［略］ \| \| \| \| 第八百七十五条及び第八百七十六条 \| この法律 \| 医療法第五十四条の七において準用するこの法律 \| |                    |                                              |
| 読み替える会社法の規定 | 読み替えられる字句 | 読み替える字句                               |
| ［略］ |                    |                                              |
| 第八百七十五条及び第八百七十六条 | この法律           | 医療法第五十四条の七において準用するこの法律 |

## 例規
1. ↑  法令審査例規
| (2) イ ・・・・の適用については、「・・・・」とあるのは、「・・・・・」と読み替えるものとする。 ロ ・・・・の適用については、「・・・・」とあるのは、「・・・・・」とする。 ハ ・・・・を適用する場合には、「・・・・」とあるのは、「・・・・・」とする。 〔決定〕 イとロを比較すれば、イを用いず、ロを用いるべきである。ロとハを比較すれば、ロを用いるのが原則であろうが、ハを用いなければならない場合もある、と思われる。 ―法令立案に関する協議（第一次会議）（昭和30年10月17日） |

| (11) 改正後の第――条の規定を適用する場合には、同条・・・・中「・・・・」とあるのは、・・・・については「・・・・」と、・・・については「・・・・」とする。 〔決定〕 設問の趣旨は、このような用例は本則中に限られるのではないか、ということであるが、附則中で用いられることもありうるとされた ―法令立案に関する協議（第三次会議）（昭和30年11月11日） |
2. ↑  

| ５ 一定の期間、事項等について、ある条項中の一部の規定を変更して適用することとし、その変更適用に係る条項を他で引用する必要がある場合に、次のいずれによるべきか。（イ） ・・・までの間は、第Ａ条中「・・・」とあるのは、「・・・」と読み替えるものとする。（ロ） ・・・までの間は、第Ａ条中「・・・」とあるのは、「・・・」とする。この後者の場合、あとで「第Ｂ条の規定により読み替えられた第Ａ条」といえるか。 〔決定〕（イ）によることとして差しつかえない。―法令立案に関する協議決定事項（昭和38年10月７日決裁） |
3. ↑  法令審査例規
| 準用の場合の読替えを規定する場合において、異なる二以上の字句を同時に同一の字句に読み替えるものとするときの表現については、次のいずれによるべきか。 （イ） 第〇条（項）中「・・・」とあり、「・・・」とあるのは、「・・・」と読み替えるものとする。 （ロ） 第〇条（項）中「・・・」とあり、又は「・・・」とあるのは、「・・・」と読み替えるものとする。 （ハ） 第〇条（項）中「・・・」とあり、及び「・・・」とあるのは、「・・・」と読み替えるものとする。 （ニ） 第〇条（項）中「・・・」及び「・・・」とあるのは、「・・・」と読み替えるものとする。 〔決定〕 （ハ）による。なお、適用読替えの場合にあつても同様とする。 （備考） ［略］―異なる二以上の字句を同時に同一の字句に読み替える場合の読替規定の表現について（昭和50年７月８日決裁） |
4. 1 2  法令審査例規
| 一 甲法で乙法を準用し、乙法の規定を読み替える場合、読替規定中に引用する甲法に係る法律番号の扱いについては、次のいずれによるべきか。 （イ） 引用するごとに入れる。 （ロ） 最初の引用の場合にだけ入れる。 （ハ） 引用のいずれの場合にも入れない。 〔決定〕 （ハ）による。 （備考） ［略］ 二 甲法で乙法を準用し、乙法の規定を読み替える場合において、甲法で定義された字句又は甲法で定められた略称があるときの読替規定中の読替部分の規定の仕方は、次のいずれによるべきか。 （イ） 定義された字句又は定められた略称を用いる。 （ロ） 定義された字句又は定められた略称は用いない。 〔決定〕 （ロ）による。 （備考） ［略］ （注）準用読替えについては、設問の場合乙法において読むのか乙法の規定を甲法に引つ張り込んで読むのかという問題があるが、片仮名書き・文語体の法令を平仮名書き・口語体の法令で準用し読替規定を置くとき片仮名書き・文語体で読み替える扱いがとられていることは、右の問題について、どちらかといえば、乙法において読むという考え方をとるものと解される。また、甲・乙両法で定義された同一の字句が若干その定義を異にするような場合があれば、読替えに当たつて限定を付けざるを得ない。このような観点から（ロ）によることとするものであるが、右一の法律番号については、当該法律がどの法律を指すものであるかは既に自明の事柄に属することであるので、その指示を省略することとするものである。 ―準用規定中の読替部分の規定の仕方について（昭和50年８月19日決裁） |

## 法令整備会議
1. 1 2  法令整備会議
| 一議題 １「〇〇については、Ａ法第Ｂ条の規定の例による。」又は「〇〇については、なお従前の例による。」こととする場合において、その例によることとされた第Ｂ条について読替えが必要となるときに、次のような規定例があるが、いずれによるべきか。 ①〇〇については、Ａ法第Ｂ条の規定の例（なお従前の例）による。この場合において、同条（Ａ法第Ｂ条）中「△△」とあるのは、「××」とする。 ②〇〇については、Ａ法第Ｂ条の規定の例（なお従前の例）による。この場合において、同条（Ａ法第Ｂ条）中「△△」とあるのは、「××」と読み替えるものとする。 ③〇〇については、Ａ法第Ｂ条の規定の例（なお従前の例）による。ただし、同条（Ａ法第Ｂ条）中「△△」とあるのは、「××」とする。 ２［略］ 二資料 １議題１の規定例 ［略］ ２読替えが必要な場合の例規上の取扱い等 （一）適用関係の読替えの方式 （イ）・・・・の適用については、「・・・・」とあるのは、「・・・・・」と読み替えるものとする。 （ロ）・・・・の適用については、「・・・・」とあるのは、「・・・・・」とする。 （ハ）・・・・を適用する場合には、「・・・・」とあるのは、「・・・・・」とする。 〔決定〕（イ）と（ロ）を比較すれば、（イ）を用いず、（ロ）を用いるべきである。（ロ）と（ハ）を比較すれば、（ロ）を用いるのが原則であろうが、（ハ）を用いなければならない場合もある、と思われる。 （参考）（一）の例規を踏まえ、〇〇についてＡ法第Ｂ条の規定の適用することを創設的に規定した上で、当該条項の読替えを行う場合には、次のように規定するのが通例となっている。 〇〇については、Ａ法第Ｂ条の規定を適用する。この場合において、同条中「△△」とあるのは、「××」とする。 （二）準用関係の読替えの後段の表現方法 ［略］ ３議題２の規定例 ［略］ 〇議事要旨 １について 「例による」は、準用でも適用でもないが、準用に近いだろう。元の姿を示した上で例によるのだから「・・・」とするではないか、との意見があった。 また、「規定の例」と「従前の例」は別のものであるとする意見があった。 なお、法律で「例による」とすれば、政省令の改正手続は不要ではないか、とする意見があった。 実際には「この場合において」の方が多いようだが、例外を出したいというときは、③もあるのではないか、との意見もあった。 おおむね、「なお従前の例による」の場合は①又は③が良く、その他の場合には、①が良いという意見が多かった。 ２について ［略］ ―読替えが必要となる場合等の表現の統一について（平成９年９月１日） |
2. ↑  法令整備会議
| 〇議事要旨 ［略］ なお、関連して、表形式による読替適用をする場合には、述語を「読み替えるものとする」とするのが通例である（例外、地方公務員等共済組合法第一四二条第二項）ことについて、表形式を用いない場合の述語と異なる理由についての疑問が投出されたが、これについては、語感の問題（「字句は、……字句とする」の表現を避ける。）ではないかという意見が強かった。 ―変更適用の場合の読替えを表形式で行う場合の方法について（昭和50年７月２日） |
3. ↑  法令整備会議
| 一議題 準用規定において、読み替える字句が一つであって技術的な読替えを政令に委任しない場合の表現方法については、「あるのは」の次に読点を用いることとされている。（法令審査事務提要（Ｉ）四八頁以下） 〇適用規定の読替えの表現方法 ………の適用については、「〇〇」とあるのは、「××」とする。 〇準用規定の後段の表現方法 この場合において、第〇条中「〇〇」とあるのは、「××」と読み替えるものとする。 ただし、読み替える字句が一つであって、技術的な読替えを政令に委任する場合の表現方法については、例一のように「あるのは」の次に読点を用いているものと、例二のように「あるのは」の次に読点を用いていないものがある。 （例一）この場合において、第〇条中「〇〇」とあるのは、「××」と読み替えるものとするほか、必要な技術的読替えは、政令で定める。 （例二）この場合において、第〇条中「〇〇」とあるのは「××」と読み替えるものとするほか、必要な技術的読替えは、政令で定める。 １準用規定において、読み替える字句が一つであって技術的な読替えを政令に委任する場合の表現方法については、なるべく、例二のように「あるのは」の次に読点を用いないこととしてはどうか。 ２１により「あるのは」の次に読点を用いないこととした準用規定については、その後段には「読替えの内容」と「技術的読替えの政令への委任」の二つの内容が規定されていることを分かり易くするため、「技術的読替えは」の次についても読点を用いないこととしてはどうか。 ３読替え規定ごとに読み易さを検討した結果、例一及び例二のように読点の用法が異なる条文が一つの法律において混在することとなってもよいか。 〇議事要旨 １及び２について ①主語の後や条件句には読点を用いることが原則とされている、②「あるのは」の次に読点を付けない場合、政令における技術的読替えの部分が法律における読替えの部分より重要であるように見えてしまう、③通常の句読点の用法に従えばよいとの意見があった。 ３について １及び２についての討議に時間を要したため、３については議論は行われなかった。 ―技術的読替えの政令委任規定における読点の用法について（平成18年９月４日） |
4. ↑  法令整備会議
| 一議題準用読替規定における次の例の適否５第三項の規定は、……に準用する。この場合において、同項中「第一項」とあるのは、（ イ ロ） 「 第 前二 項 」 と読み替えるものとする。〇議事要旨１（結論）（ロ）の例を適当とする。２準用される条項（第三項）からみて読替条項を引用すべきであるからである。ただし、誤読のおそれがある場合は、（イ）の例をとることもある。―準用規定中の読替部分の規定の仕方について（昭和43年５月22日） |
5. ↑  法令整備会議
| 一議題１甲法で乙法を準用する場合の読替え後の規定において「甲法」を引用する場合にその法律番号を引用すべきか否かについては、例規では法律番号を引用する必要はないとされている。では、甲法で乙法を準用する場合の読替え後の規定において「乙法」を引用する場合におけるその法律番号の取扱いについては、次のいずれによるべきと考えるか。（イ）引用するごとに入れる。（ロ）最初の引用の場合にだけ入れる。（ハ）引用のいずれの場合にも入れない。この点、二 資料にあるように、従来の用例は必ずしも統一されていないが、以下の理由から、今後は原則として（ロ）の取扱いとしてはどうか。すなわち、そもそも甲法で乙法を準用する場合の読替え後の規定の捉え方については、乙法の規定として見るのか、又は乙法の規定を甲法に引っ張り込んであくまで甲法の規定として読むのかという見方の違いがあると思われるが、例規においては、片仮名書き・文語体の法令を平仮名書き・口語体の法令で準用して読み替える際には片仮名書き・文語体で読み替える取扱いが取られていることを踏まえ、どちらかといえば「乙法において読む」と解されるとしている。この立場からすれば、論理的には読替え後の規定における「甲法」の法律番号については、乙法において初出となるのであれば引用する必要があるようにも思えるが、例規では、当該法律がどの法律を指すものであるかは既に自明なので引用の必要はないとしている。右記の考え方を踏まえれば、一見「甲法」と同様「乙法」についてもどの法律を指すのか自明とも考えられ、（ハ）の取扱いが妥当なようにも思えるが、「甲法」の場合は正に読替準用をしようとする法律自身であり紛れる余地がないが、「乙法」は甲法とは別の法律であり、必ずしも同様に自明とは言いきれないとも考えられる。この後者の考え方に立った場合でも、読替え後の規定を「乙法において読む」とする立場からすれば、「乙法」の法律番号を引用する必要はやはりないようにも思えるが、あくまで読替え後の規定も（乙法において読むよう解するとはいえ規定を借りてきているだけなので）甲法の規定であることが前提と考えれば、原則としては「乙法」を引用する場合には明確化のため法律番号を付すべきと考えられるのではないか（この場合、通常の法律番号の引用の場合と同様に、最初の引用の場合にだけ入れれば十分であり（ロ）の取扱いが妥当と考えられるのではないか。）。２また、甲法で乙法を読み替えて適用する旨の規定を置く際の読替え後の規定における「甲法」及び「乙法」をそれぞれ引用する場合におけるその法律番号の取扱いについては、それぞれどのように考えるべきか。この点、読替準用の場合にはあくまで甲法において乙法の規定を借りてきているのに対し、読替適用は乙法の規定自体を読み替えて適用しているものと捉えられる。これを踏まえれば、読替え後の規定にて「甲法」を引用する場合には、乙法において甲法を引用する場合の取扱いと同様にすべきものと考えられるのではないか（すなわち、１の（ロ）の取扱いとするのが適切なのではないか。）。また、「乙法」の引用については、そもそも乙法の規定自体の読替適用であるため、読替え後の規定においては通常「乙法」と読み替えず「この法律」とすべきと考えられるのではないか。３次に、甲法で乙法を準用する場合における乙法中の「この法律」の取扱いについては、次のいずれによるべきと考えるか。（イ）「この法律」は甲法を指すものと解し、特段読替えを措置しない。（ロ）「この法律」は甲法を指すものと解し、「甲法」への読替えを措置する。（ハ）「この法律」は乙法を指すものと解し、特段読替えを措置しない。（ニ）「この法律」は乙法を指すものと解し、「乙法」への読替えを措置する。この点、二 資料にあるように、従来の用例は必ずしも統一されていないが、以下の理由から、今後は原則として（ロ）の取扱いとしてはどうか。すなわち、１の場合と同様に、甲法で乙法を準用する場合の読替え後の規定をどう位置づけるかが重要であり、「乙法において読む」とする立場を徹底すれば「この法律」は「乙法」を指すものと解され、読替え後の規定もあくまで甲法の規定であることを前提とすれば、「この法律」は「甲法」を指すものと解される。準用の場合は、（乙法において読むよう解するとはいえ）あくまで規定を借りてきているだけだと考えれば、「この法律」は「甲法」を指すものと解すべきと考えられるのではないか。この場合、「この法律」が「甲法」と「乙法」どちらを指すのか明確にする観点からは、読替えを措置する（（ロ）の取扱いとする）のが望ましいと考えられるのではないか。４また、甲法で乙法を読み替えて適用する旨の規定を置く際の乙法中の「この法律」の取扱いについては、どのように考えるべきか。この点、読替適用の場合については、読替準用の場合にはあくまで甲法において乙法の規定を借りてきているのに対し、読替適用は乙法の規定自体を読み替えて適用しているものと捉えれば、「この法律」は「乙法」を指すものと考えられるのではないか。また、読替適用の場合は乙法の適用の場面であることが明確であると考えれば、あえて「この法律」を読み替える必要はない（３の（ハ）の取扱いとする）と考えるのが適切ではないか。〇議事要旨１議題のうち、２及び４に書かれている読替え適用の場合の整理及び対応については、おおむね異論はなかった。２他方、１及び３の準用読替えの場合については、意見が分かれた。すなわち、議題に書かれている整理及び対応を支持する意見がある一方で、１について（ハ）の取扱い（引用のいずれの場合にも法律番号を入れない。）に理解を示すないしはこれを支持する意見があり、３については（ハ）の取扱い（「この法律」は乙法を指すものと解し、特段読替えを措置しない。）を支持する意見が多かった。３３について（ハ）を支持する理由として、甲法で乙法を準用する場合に、乙法において「第○条」と規定されているときは、一々これを「乙法第○条」と読み替えず「乙法第○条」を当然に指すものとして特段読替えを行っていないことに鑑み、乙法中の「この法律」も乙法を指すものとして扱うのが整合的ではないか、との意見があった。その他、甲法で乙法を準用した時点で読替え後の条文は甲法でも乙法でもなく「パラレルワールド」とでも呼ぶべきものと据えるべきではないか、といった意見や、準用の場合は乙法から条文を借りてきて甲法で読むというよりも乙法に行って読むものと考えるべきではないか、といった意見があった。４また、甲法で乙法を準用する場合において、どちらかといえば「乙法において読む」と解されるとしつつ、読替え後の規定で「甲法」を引用する場合には既に自明なので法律番号を引用する必要はないとする例規の説明は、論理的に一貫していないのではないか、との意見もあった。―甲法で乙法を準用する場合の読替え後の規定における法律番号の取扱い等について（令和６年９月11日） |
6. ↑  法令整備会議
| 一議題 １甲法で乙法の読替適用について規定する場合において、読替規定中で甲法を引用するときに、次の（イ）から（ハ）までの異なる場合に応じて、甲法の法律番号を入れるか、また、甲法を複数回引用するときに最初の引用の場合にだけ入れるかについては、資料にあるように、従来の用例は必ずしも統一されていない。 （イ）①甲法が新法である場合 ②甲法が一部改正法である場合 （ロ）①乙法の読替適用について規定する甲法の一の条（項）の中で甲法を複数回引用する場合 ②乙法の読替適用について規定する甲法の複数の条（項）のそれぞれにおいて甲法を引用する場合 （ハ）甲法の一の条（項）で乙法及び丙法の読替適用について規定し、乙法の読替部分及び丙法の読替部分のそれぞれにおいて甲法を引用する場合 ２そこで、今後は、原則として次の（一）、（二）いずれかの方針によることとしてはどうか。 （一）①甲法が新法である場合には、 (a)次の(b)及び(c)ただし書の場合を除き、引用するごとに法律番号を入れる。 (b)一の条（項）の中で複数回引用するときは、その最初の引用の場合にだけ法律番号を入れる。 (c)一の条（項）で乙法及び丙法の読替適用について規定しているときは、乙法の読替部分及び丙法の読替部分のそれぞれにおける甲法の引用の際に法律番号を入れる。ただし、当該読替部分の中で甲法を複数回引用するときは、その最初の引用の場合にだけ法律番号を入れる。 ②甲法が一部改正法である場合には、甲法の題名の引用のみではどの（いつの）一部改正法を指すのかが不分明となり得ることから、常に引用するごとに法律番号を入れる。 （二）甲法に規定された読替適用規定の中で甲法の題名を引用すれば、それが甲法を指すことは自明であると言えるので、甲法を引用する際に法律番号は入れないこととする。 〇議事要旨 １甲法が新法である場合に、乙法（及び丙法）の読替適用規定における甲法の引用の際、原則として法律番号を入れるべきか（議題２（一）①）、入れないこととすべきか（同２（二））については、次のような意見が示された中で、議論が分かれ、意見の一致をみなかった。 (1)議題２（一）①の立場からは、乙法（及び丙法）の規定の読替適用である以上、当該規定は甲法に引っ張り込まずに乙法（及び丙法）において読むのであるから、甲法の最初の引用の際に法律番号を入れ、二回目以後の引用の際は入れない（ただし、読替適用の場面が異なる場合、すなわち、読替適用規定が二以上の条（項）に分かれる場合あるいは乙法及び丙法の読替えを行うものである場合にはそれぞれの甲法の最初の引用の際に法律番号を入れ、二回目以後の引用の際には入れない。）という（一）①）が自然であり、従来の多数の用例にも合致するとの意見が多かった。 (2)これに対し、議題２ （二）の立場からは、同じ法律の中で読替適用規定と準用規定が混在する場合に、読替適用規定には法律番号を入れるが、準用規定には入れないという従来の扱いは、煩雑であり、必ずしも十分な根拠があるともいえないこと、近年の多くの促進法・振興法で、題名を引用すればそれがどの法律を指すかは自明の事柄に属するとの理由で法律番号を入れないこととした例（資料３及び４） があること等を勘案すれば、読替適用規定の場合も法律番号を入れないこととする考え方（同２（二））に統一することは検討に値するとの意見が示された。 ２甲法が一部改正法である場合には常に甲法を引用するごとに法律番号を入れるべきこと（議題２（一）②）に関しては、甲法が新法である場合にいずれの立場をとるかを問わず、おおむね意見の一致をみた。 ３読替適用の場合と準用の場合とで法律番号の引用について同じ扱いとすべきかどうかに関し、議題２（一）①の立場からは準用規定も読替適用規定と同様乙法において読むものと解されるとの理由で、同２ （二）の立場からはどの法律を指すかが既に自明の事柄に属する点で準用規定も読替適用規定も変わりはないとの理由で、それぞれの立場から扱いを統一（議題２（一）①の立場からは準用読替えに関する例規を改めて法律番号を入れる扱いに統一、同２（二）の立場からは読替適用規定に係る従来の多数の用例を離れて法律番号を入れない扱いに統一）すべきではないかとの問題提起があった。これに対し、同２（一）①の立場から準用規定は甲法において読むものと解されるとの意見があり、また、従来の異なる扱いを実際に統一するのは、現行法令まで遡って改正するのか等の課題があって容易ではない旨の指摘があった。 ―読替適用規定中の読替部分の規定の仕方（法律番号の引用）について（平成24年９月10日） |
7. ↑  法令整備会議
| 一議題 １甲法（一部改正法）の附則において乙（丙、丁………）法を準用し、乙（丙、丁………）法の規定を読み替える場合に、読替規定中に甲法を引用するときは、甲法の法律番号を入れるかどうかについて、次のいずれをとるべきか。 （イ）引用するごとに入れる。 （ロ）最初の引用の場合にだけ入れる。 （ハ）引用のいずれの場合にも入れない。 ２甲法の附則における一の条（項）の読替規定が複数の条（項）の読替えであって、甲法を複数回引用する場合においては前掲（イ）から（ハ）までのいずれをとるべきか。 ３前記１・２の応用例として、甲法の附則における読替規定中に乙法（一部改正法）を引用する場合、乙法に係る法律番号についてはどのように考えるべきか。 ４読替規定の最初の引用において甲法の略称を定義した場合、その略称の及ぶ範囲についてはどのように考えるべきか。 〇議事要旨 議題１及び３については、準用の場合とは異なり読替適用の場合にあっては（イ）によるべきとする意見が多数であったが、複雑な附則を分かりやすくするためには他に特に問題のない場合は（ロ）でもよいのではないかという有力な意見があった。なお、議題１の場合には紛らわしくなければ（ハ）でもよいのではないかとの少数意見があった。 議題２については、（ロ）としていることに異論はなかった。 議題４については、準用されて全体として一つの法体系に入っていくのだから条項の範囲を超えて略称を用いることはできるという意見もあったが、条項ごとに書くのが原則であり、したがって略称も同一条項の範囲内でのみ使えるとする意見が大勢を占めた。 ―準用規定中の読替部分の規定の仕方について（平成４年９月16日） |
8. ↑  法令整備会議
| 一 議題 １読み替えて準用される条項を引用する場合については、読替えが入念的読替えであるときは「読み替えて準用･･････」と表現する必要はないが、いわば創設的読替えであるときは「読み替えて準用･･････」と表現するのが自然であるとされている（法令整備会議昭六二・八・二六 法令整備会議関係資料集（三）六八五ページ）。 ２これまでの立法例をみると、新規立法の場合には、少なくとも次の①及び②の場合については「読み替えて準用･･････」とすることが妥当であると考えられているように思われる。 ①読替え部分において、新たに政令委任を規定するなどの規律を設ける場合 ②読替え部分の語句を引用する場合（「第○条において読み替えて準用する第△条に規定する○○○○」の「○○○○」が読替え部分にある場合） また、一部改正法においては、新規立法の場合の考え方を踏まえつつ、当該法令における従前の用法を踏まえ、必要に応じて「読み替えて準用･･･」との表現を使うのが相当であると考えられてきたように思われる。 ３しかしながら、実際の用例を調べると、創設的読替えの場合を含めて「第○条において準用する第△条」とするものがあるほか、前記２①及び②の場合においても、単に「第○条において準用する第△条」とするものが散見される。 そもそも、第○条において第△条を準用し、その読替え規定が置かれていれば、準用される第△条を引用する際に「読み替えて」と表現しなくても、読替え後の第△条を意味することは明らかであるといえるため、創設的読替えの場合であっても、「読み替えて」と表現することが必須であるとはいえないように思われる。 また、準用規定とは別の項に読替規定が置かれている場合や読替えが政令に委任されている場合においては、読替規定を引用する際に表現上の難点があるように思われる。例えば、第○条第一項に準用規定、同条第二項に読替規定が置かれている場合には、「第○条第一項及び第二項において読み替えて準用する第△条」とすべきかどうかを検討する必要があるであろうし、読替えが政令に委任されている場合には、法律に当該政令の条項を引用することができないという問題がある。 以上のことを踏まえ、①少なくとも新規立法に当たっては、「読み替えて」を入れない方向で統一するのはどうか。また、②新規立法のみならず、一部改正法についても、「読み替えて」を入れないこととするのはどうか。なお、一部改正法につき「読み替えて」を入れないこととするのであれば、改正の対象となっていない条項についても、できる限り「読み替えて」を削除していく必要があるようにも思われるが、どうか。 〇議事要旨 １読替え部分の語句を引用する場合に「読み替えて」を入れるのは、専ら読みやすさの観点に過ぎないであろうから、「読み替えて準用･･････」とする必要はないという意見が述べられた。これに対しては、①読替え部分において初めて政令委任がされているなど、読替えに意味がある場合については「読み替えて準用･･････」とするのが相当であるとの意見や、②読替え部分に初めて新しい語句が出現し、これを引用するような場合については、分かりやすさの観点から「読み替えて準用･･････」とすることが望ましいという意見が述べられ、これに同調する意見が多かった。また、この点に関連して、読み替えて準用された規定を更に読み替えて準用する場合について、分かりやすさの観点から「読み替えて」を入れたという例が紹介された。他方で、特定の法令において「読み替えて」を入れない方向に規定ぶりを統一することを否定すべきではないとの意見が述べられ、準用している条項と読替えをしている条項が異なっている場合等について「読み替えて準用･･････」とすることに表現上の難点があることなどから、既に「読み替えて」が入っている規定について、これを削除する方向で統一する改正をしたという例が紹介された。 読みやすさの観点や入念的読替えと創設的読替えの区別が難しいとの観点から、むしろ形式的にみて読替えがされている場合には、その全てについて「読み替えて」を入れるのが望ましいという意見が出されたが、これに対しては、相当に煩瑣になるとの意見が述べられた。また、前記①及び②以外の場合であっても、例えば、読替えにより元の規定が適用される範囲を絞った上で準用する規定に、罰則が置かれているような場合については、構成要件の明確性という観点から「読み替えて」を入れるのが相当であるという意見が述べられたが、その一方で、改正の対象となった法令の従前の用法を踏まえ、罰則規定について、あえて「読み替えて」を入れないこととした例も紹介された。 ２議論の結果、これまでの用例については統一されておらず、また、一部改正法については、当該法令の従前の用法を踏まえる必要があるため、今後も統一することは難しいものの、少なくとも前記①及び②の場合については、「読み替えて準用･･････」とするのが望ましいとの意見が大勢を占めた。 ―準用される条項を引用する場合における「読み替えて」の要否について（令和６年９月11日） |